# Liber studiorum
Liber studiorum (deutsch Übungsblätter oder auch Studienbuch) ist der Name für die Sammlung von Druckgrafiken des Malers William Turner, die zwischen 1807 und 1819 entstanden sind. Einhundert Blätter waren geplant, 71 wurden vom Künstler ausgeführt.: S. iv Nach Werner Busch veröffentlichte Turner nur 70 Blätter. Turner war anerkannt als ein unvergleichlicher Landschaftsmaler und mit seiner starken Farbgebung als ein großer Meister der Aquarellmalerei. Liber studiorum gilt als zur damaligen Zeit höchststehendes Kunsterzeugnis und wurde zu einem Referenzwerk für die nachfolgenden Generationen. Gestochen und gedruckt wurde sowohl beim Schwarzschnittgraveur Charles Turner, der nicht mit William verwandt war, als auch im Laufe der Jahre bei W. Annis, George Clint (1770–1854), Henry Dawe (1790–1848), Robert Dunkarton, J.C. Easling (1788–1815), Thomas Hodgetts (1780–1846), F.C. Lewis (1779–1856), Thomas Lupton (1791–1873), S.W. Reynolds (1773–1835) und William Say (1768–1834).
Nach Ansicht heutiger Kunstsachverständiger zeugen diese Radierungen vom Übergang zum Impressionismus, den die an diesem Werk beteiligten Künstler, die noch dem Stil der Englischen Romantik (British Romanticism) unterlagen, durch ihre Suche gefördert haben. Ihre zur Abstraktion neigende Ausdrucksweise wirkt zeitweise experimentell. Die Werke gelten in ihrer Eindringlichkeit bis heute als technisch unerreicht.

## Entstehung
Der Maler William Turner stand mit 33 Lebensjahren in der Mitte seiner Schaffenskraft, als er mit dieser Arbeit begann. Er hatte sich dann 12 Jahre lang mit diesen 71 Blättern beschäftigt. Es gilt als nachgewiesen, dass sie in unmittelbarer Nachfolge zu Claude Lorrains (Claudes) Liber-veritatis-Blättersammlung standen, welche zu Beginn der Arbeit beim gleichen Verleger bereits 30 Jahre vorlagen. Unmittelbar zuvor war jenes Werk ein drittes Mal bei Richard Earlom aufgelegt worden. In dem von Matthew Pilkington (1701–1774) wenige Jahre zuvor herausgegebenen Pilkington’s Dictionary war davon die Rede, Claudes Bilder hätten „no price, however great, was thought to be superior to their merit“ (kein Preis, wie hoch er auch sei, würde als höher angesehen als ihr Wert).: S. i–ii

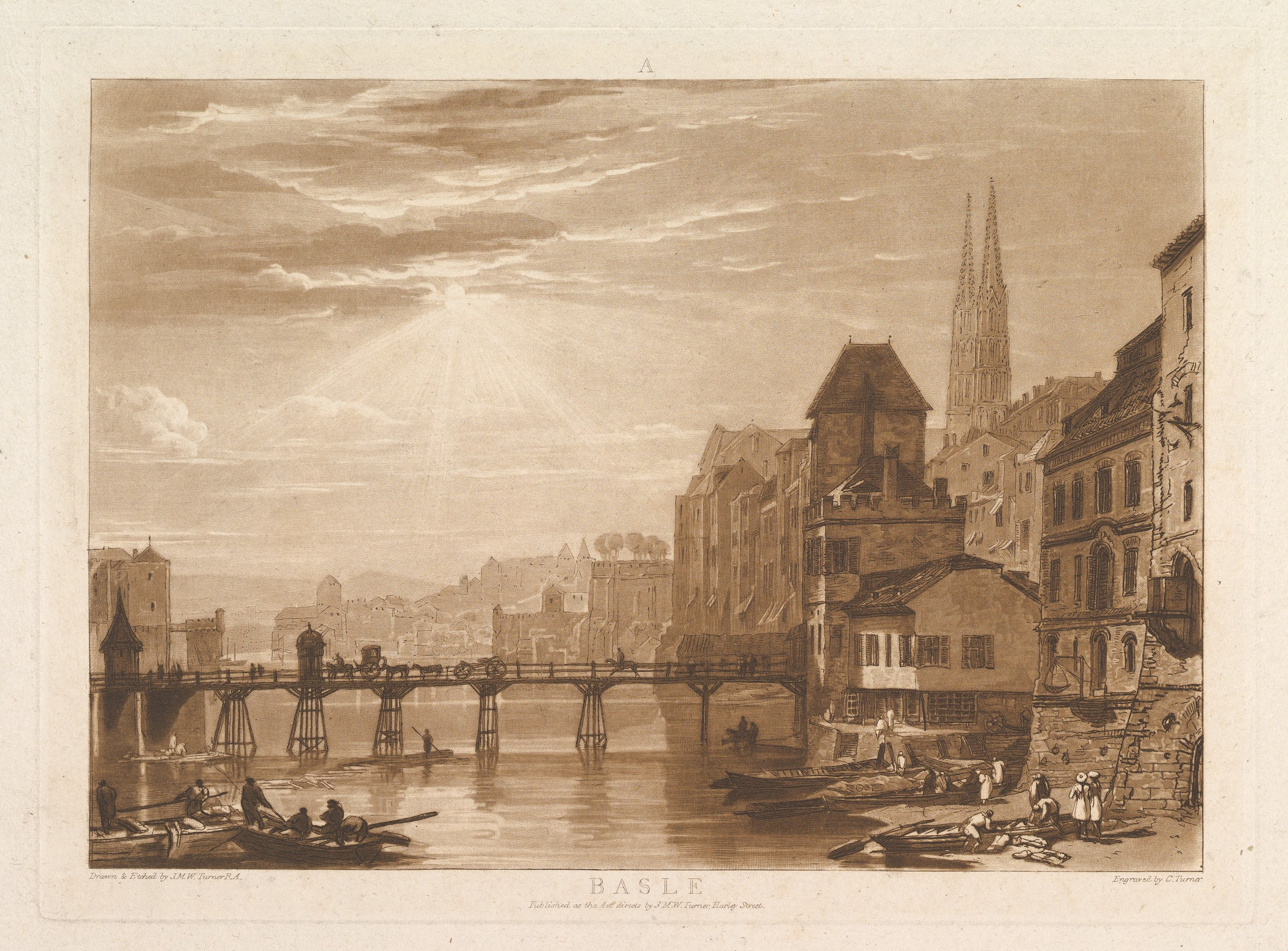
Basle. Liber Studiorum, Teil I, Blatt 5, Metropolitan Museum of Art MET 28.97.5

Bedenkt man, dass Turner aufgrund seines vorausschauenden Denkens testamentarisch festhielt, welche Kultureinrichtungen sein Erbe verwalten dürften, und dass seine Bilder bitte auch neben die von Claude zu hängen wären, darf man davon ausgehen, dass er diesen als sein Vorbild betrachtete. Liber studiorum stand also auch im Denken Turners ganz in der Konkurrenz zu Liber veritatis. Diese Denkweise ist aber nicht gerecht, weil die Voraussetzungen beider Arbeiten grundsätzlich unterschiedlich waren. Liber veritatis war nie für die Öffentlichkeit bestimmt, erst nachträglich von Claude als Sammlung zusammengestellt worden – und zudem erst 100 Jahre nach seinem Ableben an die Öffentlichkeit gelangt, während Turner von Anfang an die Absicht hatte, ein Sammelwerk zu erstellen und dieses zu veröffentlichen. Zudem achtete letzterer mit der Auswahl der Objekte und Themen darauf, die ganze Bandbreite seiner Schaffenskraft zu präsentieren. Fast alle Blätter Turners sind das Werk seiner eigenen Hände, oder er überließ sie unter strenger Aufsicht den besten Kupferstechern seiner Zeit. Zu Recht gelten sie als „part of his strongest and soberest, though not his most imaginative, work“ (ein Teil seiner stärksten und nüchternsten, wenn auch nicht seiner fantasievollsten Arbeit).: S. ii–iii Die eigengewählte Bezeichnung studiorum für dieses Œuvre darf also getrost als britisches Understatement gelten.
Die Farben variieren von Bild zu Bild erheblich. Meist wirken sie durch ihren natürlichen, kühlen und angenehmen Braunton neutral. Bei einigen ist sehr viel Bister enthalten, der die Bilder sehr dunkel werden lässt, andere wirken durch Zugabe von zu viel Umbra rot-stichig bis fuchsfarbig. Rawlinson vermutet dahinter eine Absicht, erhalten ein paar Bilder dadurch den Effekt regelrechter Chrominanz. Nachgewiesen ist in einem Fall seine Anweisung: „Das ist die Farbe, die ich mir wünsche – aber es muss beachtet werden, dass nicht dieselbe Tinte auf allen Platten den gleichen Effekt erzeugt – daher müssen zwei oder mehr Farben verwendet werden, damit alle Drucke den gleichen Farbton aufweisen. Wenn der Drucker gut eingestellt ist, lassen Sie es mich bitte wissen. Die drei Drucke, die ich geschickt habe, sind eher in der Farbe Bister als in Ihrer, und eine feine, satte Bisterfarbe ist der Farbton, den ich möchte.“: S. v–vi

## Genre
| Genre                | Abk.  | n. Rawlinson | nach Tate |
| -------------------- | ----- | ------------ | --------- |
| Architektur          | A     | 11           | 11        |
| Heroische Landschaft | H     | 8            | 8         |
| Bergwelt             | M     | 12           | 14        |
| Marine               | Ma    | 11           | 9         |
| Pastorale            | P     | 14           | 14        |
| Erhabene Pastorale   | EP    | 14           | 14        |
| Summe                | Summe | 70           | 70        |

Von Anfang an war beabsichtigt, die Bildtafeln in großer Auflage herauszugeben, sprachen sie doch den naturalistischen Zeitgeschmack vieler Kunstliebhaber an. Die Themen gliederten sich nach Rawlinson in Marinemalerei (11 Werke, Ma), Gebirge (12, M), Pastorale (14, P), Erhabene Pastorale (14, EP), Heroische Landschaft (8, H) und Architekturbilder (11, A). William George Rawlinson zählt die 70 Bildtafeln ohne das Frontispiz – für das keine Zuordnung möglich sei und auch nicht sinnvoll erscheine – etwas anders zusammen als die Tate-Gallery. Gekennzeichnet wurden die Blätter am oberen Rand mit den jeweiligen Anfangsbuchstaben. Dies geschah allerdings recht inkonsistent, wenn Turner den Buchstaben M sowohl für das Genre der Marinemalerei als auch der Bergwelt (Mountain) verwendete. Tatsächlich ist die Anzahl der nach Tate kategorisierten Bildtafeln dieser beiden Genres etwas unterschiedlich gemäß der Tabelle. Bei den Blättern mit Epischen Landschaften hatte Turner „offensichtlich an die mythologisch oder biblisch nobilierten Pastorallandschaften Claude Lorrains gedacht“.
Die Bilder stehen in der Tradition des Renaissance-Humanismus, der zu Beginn der Neuzeit von Mittelitalien aus ganz Europa beeinflusste und prägte. Ihr Anliegen war es, einen direkten Zugang zur humanistischen Lehre in ihrer ursprünglichen, unverfälschten Gestalt zu erlangen. Wie schon zu Zeiten Petrarcas, in der römische und griechische Bodenfunde die Beschäftigung mit antikem Denken anregten, so war in der Entstehungszeit des Liber Studiorum der „ursprüngliche“ und als „naturnah“ empfundene Neuägyptische Stil en vogue, der durch die Entzifferung der Hieroglyphen seine Manifestation gefunden hatte.

## Provenienz
51 seiner Grafiken, die zunächst in South Kensington ausgestellt wurden und dann in die National Gallery wechselten, vermachte Turner der Nation. Rawlinson bedauerte den teils schlechten Zustand dieser Blätter, die auch von Studenten zu Lehrzwecken ausgeliehen und abgezeichnet wurden. Die Drucke wurden versteigert. Diese erzielten teils Preise von bis zu 125.000 Francs.
Die Original-Druckplatten fanden um die Wende ins 20. Jahrhundert eine weitere Verwendung: Dem britischen Künstler Sir Frank Short (1857–1945) gelang es, Nachdrucke zu fertigen, teils von veröffentlichten, teils von unveröffentlichten Druckgrafiken, die allerdings nicht an die Detailgenauigkeit der Originale heranreichten.
Die Drucke finden sich heute in verschiedenen Museen. Ein Museum, das Turner Center for the Arts in Sarasota, hat sich ganz diesen Arbeiten verschrieben, bedeutende weitere Häuser sind die Tate Gallery, das Metropolitan Museum of Art und das Art Institute of Chicago.

## Drucke
| Platte                                    | Bild | Name                                                      | Genre  | Größe (Platte) [mm] | Größe (Papier) [mm] | Radierung von              | Stich von                 | Nachnutzung | Inventar Tate          | Vermächtnis         | Bemerkung |
| ----------------------------------------- | ---- | --------------------------------------------------------- | ------ | ------------------- | ------------------- | -------------------------- | ------------------------- | ----------- | ---------------------- | ------------------- | --- |
| 1                                         |      | Frontispiece                                              |        | 299 x 384           | 186 × 260           | Turner / J.C. Easling      | Turner / J.C. Easling     |             | D08150                 | Henry Vaughan, 1900 | |
| Teil 1 20. Januar 1807                    |      |                                                           |        |                     |                     |                            |                           |             |                        |                     | |
| 2                                         |      | Bridge and Cows                                           | P      |                     | 185 × 258           | Turner                     | Charles Turner            |             | D08102                 | Turner, 1854        | |
| 3                                         |      | Woman and Tambourine                                      | EP     |                     | 186 × 257           | Turner                     | Charles Turner            |             | D08103                 | Turner, 1855        | |
| 4                                         |      | Scene on the French Coast                                 | Ma     | 331 x 420           | 180 × 254           | Turner / Charles Turner    | Turner / Charles Turner   |             | D08104, D08105         | Turner, 1856        | |
| 5                                         |      | Basle                                                     | A      |                     | 185 × 264           | Turner / Charles Turner    | Turner / Charles Turner   |             | D08110                 | Turner, 1856        | |
| 6                                         |      | Jason                                                     | H      |                     | 185 × 255           | Turner / Charles Turner    | Turner / Charles Turner   |             | D08106                 | Turner, 1856        | |
| Teil 2 20. Februar 1808                   |      |                                                           |        |                     |                     |                            |                           |             |                        |                     | |
| 7                                         |      | The Straw Yard                                            | P      |                     | 183 × 260           | Turner / Charles Turner    | Turner / Charles Turner   |             | D08111                 | Turner, 1856        | |
| 8                                         |      | The Castle above the Meadows                              | EP     |                     | 184 × 262           | Turner / Charles Turner    | Turner / Charles Turner   |             | D08112                 | Turner, 1856        | |
| 9                                         |      | Mt. St. Gothard                                           | M      |                     | 184 × 260           | Turner / Charles Turner    | Turner / Charles Turner   |             | D08113                 | Turner, 1856        | |
| 10                                        |      | Ships in a Breeze                                         | Ma     |                     | 184 × 262           | Turner / Charles Turner    | Turner / Charles Turner   |             | D08114                 | Turner, 1856        | |
| 11                                        |      | Holy Island Cathedral                                     | A      |                     | 185 × 265           | Turner / Charles Turner    | Turner / Charles Turner   |             | D08115                 | Turner, 1856        | |
| Teil 3 10. Juni 1808                      |      |                                                           |        |                     |                     |                            |                           |             |                        |                     | |
| 12                                        |      | Pembury Mill, Kent                                        | P      |                     | 183 × 254           | Turner / Charles Turner    | Turner / Charles Turner   |             | D08116                 | Turner, 1856        | |
| 13                                        |      | The Bridge in the Middle Distance                         | EP     |                     | 185 × 258           | Turner / Charles Turner    | Turner / Charles Turner   |             | D08117                 | Turner, 1856        | |
| 14                                        |      | Duntanborough Castle                                      | A      |                     | 188 × 270           | Turner / Charles Turner    | Turner / Charles Turner   |             | D08118                 | Turner, 1856        | Duntanborough [sic] Castle |
| 15                                        |      | Lake of Thun, Swiss                                       | M      |                     | 185 × 264           | Turner / Charles Turner    | Turner / Charles Turner   |             | D08119                 | Turner, 1856        | |
| 16                                        |      | The 5th Plague of Egypt                                   | H      |                     | 180 × 253           | Turner / Charles Turner    | Turner / Charles Turner   |             | D08120                 | Henry Vaughan, 1900 | |
| Teil 4 29. März 1809                      |      |                                                           |        |                     |                     |                            |                           |             |                        |                     | |
| 17                                        |      | The Farm-yard with the Cock                               | P      |                     | 184 × 260           | Turner / Charles Turner    | Turner / Charles Turner   |             | D08121                 | Turner, 1856        | |
| 18                                        |      | Drawing of the Clyde                                      | EP     |                     | 185 × 260           | Turner / Charles Turner    | Turner / Charles Turner   |             | D08122                 | Turner, 1856        | |
| 19                                        |      | Little Devils Bridge over the Russ above Altdorft Swiss   | M      |                     | 184 × 260           | Turner / Charles Turner    | Turner / Charles Turner   |             | D08123                 | Turner, 1856        | |
| 20                                        |      | The Leader Sea Piece                                      | Ma     |                     | 183 × 260           | Turner / Charles Turner    | Turner / Charles Turner   |             | D08125                 | Turner, 1856        | |
| 21                                        |      | Morpeth North                                             | A      |                     | 187 × 261           | Turner / Charles Turner    | Turner / Charles Turner   |             | D08126                 | Turner, 1856        | |
| Teil 5 1. Januar 1811                     |      |                                                           |        |                     |                     |                            |                           |             |                        |                     | |
| 22                                        |      | Juvenile Tricks                                           | P      |                     | 185 × 264           | Turner / William Say       | Turner / William Say      |             | D08127                 | Turner, 1856        | |
| 23                                        |      | The Temple of Minerva Medica                              | EP     |                     | 202 × 273           | Turner / Robert Dunkarton  | Turner / Robert Dunkarton |             | D08128                 | Turner, 1856        | |
| 24                                        |      | Coast of Yorkshire. Near Whitby                           | Ma     |                     | 184 × 262           | Turner / William Say       | Turner / William Say      |             | D08129                 | Turner, 1856        | |
| 25                                        |      | Hind Head Hill. On the Portsmouth Road                    | M      |                     | 182 × 259           | Turner / Robert Dunkarton  | Turner / Robert Dunkarton |             | D08130                 | Turner, 1856        | |
| 26                                        |      | London, from Greenwich                                    | A      |                     | 181 × 262           | Turner / Charles Turner    | Turner / Charles Turner   |             | D08131                 | Turner, 1856        | |
| Teil 6 1. Juni 1811                       |      |                                                           |        |                     |                     |                            |                           |             |                        |                     | |
| 27                                        |      | Windmill and Lock                                         | P      |                     |                     |                            |                           |             | N02941                 | Turner, 1856        | |
| 28                                        |      | The Junction of the Severn and the Wye                    | EP     |                     | 182 × 260           | Turner                     | Turner                    |             | D08132                 | Turner, 1856        | |
| 29                                        |      | Marine Dabblers                                           | Ma     |                     | 176 × 260           | Turner / William Say       | Turner / William Say      |             | D08133                 | Turner, 1856        | |
| 30                                        |      | Near Blair Athol Scotland                                 | M      |                     | 185 × 262           | Turner / William Say       | Turner / William Say      |             | D08134                 | Turner, 1856        | |
| 31                                        |      | Lauffenbourgh on the Rhine                                | A      |                     | 180 × 257           | Turner / Thomas Hodgetts   | Turner / Thomas Hodgetts  |             | D08135                 | Turner, 1856        | |
| Teil 7 1. Juni 1811                       |      |                                                           |        |                     |                     |                            |                           |             |                        |                     | |
| 32                                        |      | Young Anglers                                             | P      |                     | 185 × 265           | Turner / Robert Dunkarton  | Turner / Robert Dunkarton |             | D08136                 | Turner, 1856        | |
| 33                                        |      | St. Catherine’s Hill near Guildford                       | EP     |                     | 182 × 257           | Turner / J.C. Easling      | Turner / J.C. Easling     |             | D08137                 | Turner, 1856        | |
| 34                                        |      | Martello Towers, near Bexhill, Sussex                     | Ma     |                     | 184 × 272           | Turner / William Say       | Turner / William Say      |             | D08138                 | Turner, 1856        | |
| 35                                        |      | Inverary-Pier. Loch Fyne. Morning                         | M      |                     |                     |                            |                           |             | –                      |                     | |
| 36                                        |      | From Spenser’s Fairy Queen                                | H      |                     | 182 × 256           | Turner / Thomas Hodgetts   | Turner / Thomas Hodgetts  |             | D08139                 | Henry Vaughan, 1900 | |
| Teil 8 1. Februar 1812                    |      |                                                           |        |                     |                     |                            |                           |             |                        |                     | |
| 37                                        |      | Water Mill                                                | P      |                     | 181 × 254           | Turner / Robert Dunkarton  | Turner / Robert Dunkarton |             | D08140                 | Turner, 1856        | |
| 38                                        |      | Scene in the Campagna                                     | EP     |                     | 211 × 263           | Turner / William Say       | Turner / William Say      |             | D08141                 | Turner, 1856        | |
| 39                                        |      | The Crypt of Kirkstall Abbey                              | A      |                     | 184 × 255           | Turner                     | Turner                    |             | D08142                 | Turner, 1856        | |
| 40                                        |      | The Mildmay Sea Piece                                     | Ma     |                     |                     |                            |                           |             | –                      |                     | |
| 41                                        |      | Procris and Cephalus                                      | H      |                     | 185 × 260           | Turner / George Clint      | Turner / George Clint     |             | D08143                 | Turner, 1856        | |
| Teil 9 23. April 1812                     |      |                                                           |        |                     |                     |                            |                           |             |                        |                     | |
| 42                                        |      | Winchelsea, Sussex                                        | P      |                     | 182 × 254           | Turner / J.C. Easling      | Turner / J.C. Easling     |             | D08144                 | Turner, 1856        | |
| 43                                        |      | Bridge and Goats                                          | EP     |                     | 184 × 258           | Turner / F.C. Lewis        | Turner / F.C. Lewis       |             | D08145; D08146         | Turner, 1856        | |
| 44                                        |      | Calm                                                      | Ma     |                     | 180 × 250           | Turner / F.C. Lewis        | Turner / F.C. Lewis       |             | D08147                 | Turner, 1856        | |
| 45                                        |      | Peat Bog, Scotland                                        | M      |                     | 190 × 268           | Turner / George Clint      | Turner / George Clint     |             | D08148                 | Turner, 1856        | |
| 46                                        |      | Rispah                                                    | H      |                     | 181 × 253           | Turner / Robert Dunkarton  | Turner / Robert Dunkarton |             | D08149                 | Henry Vaughan, 1900 | |
| Teil 10 23. Mai 1812                      |      |                                                           |        |                     |                     |                            |                           |             |                        |                     | |
| 47                                        |      | Hedging and Ditching                                      | P      |                     | 184 × 258           | Turner / J.C. Easling      | Turner / J.C. Easling     |             | D08151                 | Turner, 1856        | |
| 48                                        |      | River Wye                                                 | EP     |                     | 183 × 262           | Turner / W. Annis          | Turner / W. Annis         |             | D08152                 | Turner, 1856        | |
| 49                                        |      | Chain of Alps from Grenoble to Chamberi                   | M      |                     | 190 × 268           | Turner / William Say       | Turner / William Say      |             | D08153                 | Turner, 1856        | |
| 50                                        |      | Mer de Glace – Valley of Chamouni – Savoy                 | M      |                     |                     |                            |                           |             | –                      |                     | |
| 51                                        |      | Rivaux Abbey, Yorkshire                                   | A      |                     | 185 × 262           | Turner / Henry Dawe        | Turner / Henry Dawe       |             | D08154                 | Turner, 1856        | |
| Teil 11 1. Januar 1816                    |      |                                                           |        |                     |                     |                            |                           |             |                        |                     | |
| 52                                        |      | Solway Moss                                               | P      | 218 x 290           | 218 × 300           | Turner / William Say       | Turner / William Say      |             | N02941                 | Turner, 1856        | von W.G. Rawlinson 1913 präsentiert |
| 53                                        |      | (ohne Titel) Solitude                                     | EP     |                     | 185 × 260           | Turner / William Say       | Turner / William Say      |             | D08155                 | Turner, 1856        | |
| 54                                        |      | Mill, near the Grand Chartreuse; – Dauphiny               | M      |                     | 232 × 342           | * Henry Dawe               | * Henry Dawe              |             | D08156                 | Henry Vaughan, 1900 | |
| 55                                        |      | Entrance of Calais Harbour                                | Ma     |                     |                     |                            |                           |             | –                      |                     | |
| 56                                        |      | Dumblain Abbey, Scotland                                  | A      |                     | 184 × 260           | Turner / Thomas Lupton     | Turner / Thomas Lupton    |             | D08157                 | Turner, 1856        | |
| Teil 12 1. Januar 1816                    |      |                                                           |        |                     |                     |                            |                           |             |                        |                     | |
| 57                                        |      | Norham Castle on The Tweed                                | P      |                     | 192 × 274           | Turner / Charles Turner    | Turner / Charles Turner   |             | D08158                 | Turner, 1856        | |
| 58                                        |      | Berry Pomeroy Castle                                      | EP     |                     | 205 × 290           | Turner / * Henry Dawe      | Turner / * Henry Dawe     |             | D08159                 | Henry Vaughan, 1900 | |
| 59                                        |      | Ville de Thun                                             | A      |                     | 182 × 264           | Turner / Thomas Hodgetts   | Turner / Thomas Hodgetts  |             | D08160                 | Turner, 1856        | |
| 60                                        |      | The Source of the Arveron in the Valley of Chamouni Savoy | M      |                     | 221 × 314           | Turner / * Henry Dawe      | Turner / * Henry Dawe     |             | D08161                 | Henry Vaughan, 1900 | |
| 61                                        |      | Tenth Plague of Egypt                                     | H      |                     | 188 × 257           | Turner / William Say       | Turner / William Say      |             | D08162                 | Turner, 1856        | |
| Teil 13 Januar 1819                       |      |                                                           |        |                     |                     |                            |                           |             |                        |                     | |
| 62                                        |      | Water Cress Gatherers                                     | P      |                     |                     |                            |                           |             | –                      |                     | |
| 63                                        |      | Isleworth                                                 | EP     |                     | 212 × 290           | Turner / Henry Dawe        | Turner / Henry Dawe       |             | D08163                 | Henry Vaughan, 1900 | |
| 64                                        |      | Bonneville, Savoy                                         | M      |                     | 190 × 286           | Henry Dawe                 | Henry Dawe                |             | D08164                 | Turner, 1856        | |
| 65                                        |      | Inverary Castle and Town, Scotland                        | M      |                     | 197 × 265           | Turner / Charles Turner    | Turner / Charles Turner   |             | D08165                 | Turner, 1856        | |
| 66                                        |      | Æsacus and Hesperie                                       | H      |                     | 180 × 257           | Turner                     | Turner                    |             | D08166                 | Turner, 1856        | |
| Teil 14 1. Januar 1819                    |      |                                                           |        |                     |                     |                            |                           |             |                        |                     | |
| 67                                        |      | East Gate Winchelsea Sussex                               | P      |                     | 182 × 254           | Turner / S.W. Reynolds     | Turner / S.W. Reynolds    |             | D08167                 | Turner, 1856        | |
| 68                                        |      | Isis                                                      | EP     |                     | 209 × 302           | Turner / William Say       | Turner / William Say      |             | D08168                 | Henry Vaughan, 1900 | |
| 69                                        |      | Ben Arthur, Scotland                                      | M      |                     |                     |                            |                           |             | –                      |                     | |
| 70                                        |      | Interior of a Church                                      | A      |                     |                     |                            |                           |             | –                      |                     | |
| 71                                        |      | Christ and the Woman of Samaria                           | H      |                     | 204 × 263           | Turner / Thomas Hodgetts   | Turner / Thomas Hodgetts  |             | D08169                 | Turner, 1856        | |
| von Turner unveröffentlichte Druckplatten |      |                                                           |        |                     |                     |                            |                           |             |                        |                     | |
| 72                                        |      | Apullia in Search of Appullus                             | EP     |                     | 181 × 264           | Turner                     | William Say               | Frank Short | T05059                 |                     | |
| 73                                        |      | Glaucus and Scylla 1810–15                                | H      |                     | 223 × 279           | Turner                     | William Say               | –           | D08170                 | Henry Vaughan, 1900 | |
| 74                                        |      | Windsor Castle from Salt Hill ca. 1818                    | P      |                     | 227 × 316           | Turner                     | Turner                    | Frank Short | T05060                 | Henry Vaughan, 1900 | |
| 75                                        |      | Dumbarton                                                 | EP?    |                     | 200 × 277           | Turner                     | Thomas Lupton             | Frank Short | T05061                 | Henry Vaughan, 1900 | |
| 76                                        |      | Crowhurst ca. 1816                                        | P      |                     | 200 × 277           | Turner                     | Henry Dawe                | Frank Short | –                      | Henry Vaughan, 1900 | |
| 77                                        |      | The Temple of Jupiter in the Island of Aegina ca. 1816    | EP?    |                     | 197 × 294           | * Turner or Dawe           | Henry Dawe                | Frank Short | T04873, T05062, T05063 | Henry Vaughan, 1900 | |
| 78                                        |      | Devil’s Bridge, Mt St Gothard 1806–07                     | M      |                     | 214 × 254           | *Turner                    | Henry Dawe                | Frank Short | T05064                 |                     | |
| 79                                        |      | Ploughing, Eton 1818–20                                   | P      | 208 x 288           | 176 × 260           | Turner                     | * Henry Dawe              | –           | –                      |                     | Erste, von Turner gestochene, verlorene Platte; zweite, von Thomas Lupton gestochene und gestochene Version, möglicherweise mit einigen Radierungen von Turner                                            |
| 80                                        |      | Pan and Syrinx                                            | H      |                     |                     | * Henry Dawe               | –                         | Frank Short | T05065                 |                     | |
| 81                                        |      | Stonehenge                                                | P?     |                     |                     | * Turner, womöglich Lupton |                           | Frank Short | –                      |                     | |
| 82                                        |      | The Felucca ca. 1824                                      | Ma     |                     | 197 × 267           | –                          | * Henry Dawe              | Frank Short | D08175                 | Turner, 1856        | |
| 83                                        |      | The Stork and Aqueduct                                    | EP?    |                     |                     | Turner                     | * Henry Dawe              | Frank Short | T05066                 |                     | |
| 84                                        |      | The Lost Sailor                                           | Ma?    |                     |                     | –                          | Turner                    | Frank Short | T05067                 |                     | |
| 85                                        |      | Moonlight at Sea ca. 1818                                 | Ma?    |                     | 209 × 276           | –                          | * Turner                  | Frank Short | A01154                 | Henry Vaughan, 1900 | Erste Platte: keine Radierung; der Stich wird Turner zugeschrieben, aber wahrscheinlich in Zusammenarbeit mit Henry Dawe: Tate A01153 (fotografisches Faksimile); zweite Platte: Radierung und Schabkunst |
| 86                                        |      | Moonlight on the Medway ca. 1824                          | Ma?    |                     | 197 × 267           | –                          | * Henry Dawe              | Frank Short | T05068                 | Turner, 1856        | |
| 87                                        |      | Kingston Bank 1810–15                                     | P      |                     | 198 × 268           | –                          | Turner                    | Frank Short | –                      | Henry Vaughan, 1900 | |
| 88                                        |      | The Deluge ca. 1815                                       | H      |                     | 204 × 284           | –                          | * Turner                  | Frank Short | –                      | Henry Vaughan, 1900 | |
| 89                                        |      | Flounder Fishing, Battersea (or Putney)                   | H      |                     |                     | –                          | * Turner                  | –           | N02782                 |                     | Kupferplatte in der Tate Gallery |
| 90                                        |      | Narcissus and Echo                                        | EP / H |                     |                     | Turner                     | –                         | Frank Short | T05069                 |                     | |
| 91                                        |      | Sand Bank with Gipsies                                    | P?     |                     |                     | * Turner                   | * Turner                  | Frank Short | –                      |                     | |
| * Name = zugeschrieben                    |      |                                                           |        |                     |                     |                            |                           |             |                        |                     | |